# Obwodnica Giżycka
Obwodnica Giżycka - ciąg dróg umożliwiający objechanie Giżycka od strony północnej. W ramach obwodnicy biegną drogi krajowe nr 63 i 59.  Na przeważającym odcinku droga jest jednojezdniowa, posiada też blisko 700-metrowy dwujezdniowy fragment. W ciągu DK 63 obwodnica ma klasę GP, natomiast w ciągu DK 59 klasę G (oprócz wspomnianego, dwujezdniowego fragmentu posiadającego klasę GP).

## Przebieg
Obwodnica rozpoczyna się na skrzyżowaniu z ul. Białostocką i biegnie wzdłuż wschodniej oraz północnej granicy Giżycka. Następnie wchodzi w miasto na wysokości ronda turbinowego i biegnie w kierunku południowo-zachodnim, potem obiega od północy i zachodu twierdzę Boyen. Za nią droga prowadzi na południe, gdzie kończy się w okolicach mostu na kanale Niegocińskim (de facto droga płynnie biegnie dalej w kierunku Wilkas). Zdecydowana większość trasy (prawie 6 km) zajmuje ul. Obwodowa, reszta przypada na ul. Moniuszki.
| numer drogi                                                                        | odcinek                              | długość | długość | klasa | ilość jezdni             | nazwa ulicy        |
| ---------------------------------------------------------------------------------- | ------------------------------------ | ------- | ------- | ----- | ------------------------ | ------------------ |
|                                                                                    | ul. Białostocka - rondo Solidarności | 3,1 km  | 3,1 km  | GP    | 1                        | ul. Szosa Obwodowa |
|                                                                                    | rondo Solidarności - rondo turbinowe | 820 m   | 460 m   | G     | 1                        | ul. Szosa Obwodowa |
| 360 m                                                                              | rondo Solidarności - rondo turbinowe | 820 m   | GP      | 2     |                          | ul. Szosa Obwodowa |
| rondo turbinowe - rondo 15. Giżyckiej Brygady Zmechanizowanej im. Zawiszy Czarnego | 1,5 km                               | 350 m   | GP      | 2     |                          | ul. Szosa Obwodowa |
| rondo turbinowe - rondo 15. Giżyckiej Brygady Zmechanizowanej im. Zawiszy Czarnego | 1,5 km                               | 1,15 km | G       | 1     |                          | ul. Szosa Obwodowa |
| Rondo 15. Giżyckiej Brygady Zmechanizowanej im. Zawiszy Czarnego - ul. Moniuszki   | 314 m                                | 314 m   | G       | 1     |                          | ul. Szosa Obwodowa |
| ul. Moniuszki - most nad kanałem Niegocińskim                                      | 2 km                                 | 2 km    | G       | 1     | ul. Stanisława Moniuszki |                    |

## Historia
Obwodnica Giżycka jest najstarszym tego typu obiektem na Warmii i Mazurach. Została wybudowana pod koniec lat 30. XX wieku - przez ponad 60 lat miasto było jedynym w regionie posiadającym obwodnicę. Trasa zaczynała się w tym samym miejscu, gdzie obecnie - na skrzyżowaniu dzisiejszych ulic Białostockiej (ówcześnie Aryser Allee) z Obwodową (Umgehungstrasse), przy przejeździe kolejowo-drogowym na linii Królewiec-Prostki (dzisiejsza linia Białystok-Głomno), a kończyła skrzyżowaniem z ul. Moniuszki (Rastenburger Chausse) na wysokości jeziora Popówka Mała koło twierdzy Boyen. Przebieg obwodnicy przed wojną pokrywa się z obecnym.

## Przebudowa
Obecnie prawie na całej długości trasa ma przekrój jednojezdniowy. Miasto Giżycko wraz z gminą wiejską od dawna starają się, aby upłynnić ruch na obwodnicy, która często korkuje się zwłaszcza na wylotach z miasta. W 2005 roku Rada Miejska specjalną uchwałą podjęła pierwsze kroki w celu rozbudowy drogi. W założeniu obwodnica miała stać się drogą dwujezdniową czteropasmową, z układem dróg serwisowych, chodników itd. Zmianie miała także ulegnąć dostępność do drogi z posesji przyległych. Jednak plany te zaczęto faktycznie realizować dopiero w 2016 wraz z przebudową skrzyżowania ulic Obwodowej z Nowowiejską i Świderską.
Wtedy to wybudowano rondo turbinowe na wspomnianym skrzyżowaniu oraz zmodyfikowano fragmenty obwodnicy prowadzące w jego kierunku do przekroju dwujezdniowego, czteropasmowego, w klasie GP. Przebudowa tego niewielkiego odcinka (ok. 700 metrów) zakończyła się pod koniec 2020.
24 maja 2022, na specjalnej konferencji prasowej zorganizowanej przy rondzie 15. Giżyckiej Brygady Zmechanizowanej, sekretarz stanu w Ministerstwie Infrastruktury Rafał Weber zatwierdził Program Inwestycji dla przebudowy obwodnicy Giżycka. Według planu przygotowania do inwestycji mają trwać w latach 2022–2024, a sama budowa do 2026. Koszt przedsięwzięcia jest przewidziany na 60 mln złotych. Zgodnie z planem, przebudową ma zostać objęty blisko 1,5 km fragment od obecnego końca odcinka dwujezdniowego za rondem trubinowym w kierunku Wilkas, do skrzyżowania z ul. Moniuszki. Do ronda 15. GBZ droga ma mieć przekrój 2x2 i klasę GP. Nośność trasy ma wynosić 11,5 tony na oś. Dotychczas odbyło się jedno postępowanie przetargowe, które zostało unieważnione z powodu przekroczenia ceny założonej przez GDDKiA na inwestycję (60 mln zł) przez najniższego oferenta (105 mln zł). Drugie postępowanie ogłoszono 16 lipca 2023. Oferty można składać do 28 lipca. Czas realizacji inwestycji wynosi 36 miesięcy.